# Otávio Müller
Otávio Müller de Sá (6 de agosto de 1965) es un actor brasileño. Conocido por sus papeles cómicos en televisión, como en Rede Globo o en la serie Tapas & Beijos, es también actor de teatro y de cine. En teatro, protagonizó el monólogo A Vida Sexual da Mulher Feia, y en cine, ganó el premio al Mejor actor por El Gorila en el Festival Internacional de Cine de Río de Janeiro de 2012.
Estuvo casado con la cantante Preta Gil, con la que tuvo un hijo, Francisco. Más tarde se casó con Adriana Junqueira, con la que tiene dos hijas, Maria y Clara.

## Filmografía seleccionada
- Vale Tudo (1988)
- Fuerza del deseo (1999–2000)
- Memórias Póstumas (2001)
- Deseos de mujer (2002)
- Paraíso Tropical (2007)
- Os Amadores (2007)
- Craft (2010)
- Tapas & Beijos (2011–2013)
- Past Minutes(2013)
- Alemão (2014)
- Siempre juntos (2018)